# بالیک‌پاپان
بالیک‌پاپان (جمعیت: ۳۰۹۲۳۴ نفر طبق آمار ۱۹۹۰) شهری واقع در جزیرهٔ بورنئو در اندونزی است. این شهر، دومین شهر بزرگ استان کالیمانتان شرقی است که در کنار تنگه ماکاسار و ۱۵۵ کیلومتری ساماریندا (مرکز کالیمانتان شرقی) قرار گرفته‌است.
بالیک‌پاپان عمدتا با آب (خلیج بالیک‌پاپان) احاطه شده و مرکز مهمی برای صنایع نفت، معدن و چوب به‌شمار می‌رود. 
بالیک‌پاپان فرودگاهی بین‌المللی با نام «سپینگان»، چندین اسکله (مثل سمایانگ و سومبر) و بندری صنعتی مربوط به صنعت نفت دارد و از همین‌رو گاه از آن به عنوان «دروازهٔ اصلی» کالیمانتان شرقی نام برده می‌شود.
نژادهای دایاک، بوگیس و جاوایی مردم اصلی این شهر را تشکیل می‌دهند.